# Daniel Gagnebin
Daniel Gagnebin, né à Renan le 11 février 1709 et mort le 13 octobre 1781 à la Chaux-de-Fonds, est un médecin et physicien suisse. 

## Biographie
Daniel Gagnebin a effectué des études de physique et de médecine à l'Université de Bâle. Il s'est engagé comme médecin d'un régiment suisse au service de la France. En Suisse, il vécut à La Ferrière et y soigna des malades mentaux. Il travailla avec son frère Abraham, avec qui il aménagea un cabinet de curiosité de renommée qui attirait des visites de toute l'Europe.